# 双口镇
双口镇，是中华人民共和国天津市北辰区下辖的一个乡镇级行政单位。

## 行政区划
双口镇下辖以下地区：
双口一村、双口二村、双口三村、安光村、后堡村、前丁庄村、后丁庄村、平安庄村、上河头村、中河头村、下河头村、东堤村、杨河村、岔房子村、线河一村、线河二村、双河村、前堡村、徐堡村、郝堡村、赵圈村、河北工业大学社区和立新农场生活区。